# René Lima
René Martín Lima (Vicente López, Bs. As., Argentina, 3 de enero de 1985) es un futbolista argentino. Juega como mediocampista defensivo central o izquierdo. Lima es un fino centrocampista zurdo que se destaca por su manejo del balón. Excelente recuperador y gran precisión en sus pases.
Su último club fue el Comunicaciones.
Fue jugador de futsal AFA para el club Nueva Chicago.
Hizo su debut el 23 de noviembre de 2003, jugando para River Plate en la victoria por 1-0 contra Chacarita Juniors.
A mediados de 2008 regresó al país, a River Plate, tras un paso por el Maccabi Haifa, debido a que en un análisis se le descubrió que había contraído un cáncer testicular.
Tras recuperarse del padecimiento, fue cedido a préstamo a Gimnasia y Esgrima de La Plata. Tras su paso por el conjunto de La Plata, a principios de 2009, fue cedido, también a préstamo, a Gimnasia y Esgrima de Jujuy, en donde se desempeñó durante el Clausura 2009.
Para la temporada 2009-2010 fue cedido a Argentinos Juniors.Luego en la Temporada 2010-2011  sería transferido a Instituto de Córdoba, club en el cual se convertirá en uno de los principales estandartes en la pelea por el Campeonato de la Primera B Nacional. Y en julio de 2011 se transformó en jugador de Independiente Rivadavia. 
En julio de 2012 se anuncia su llegada a Cobreloa, para reforzar en el mediocampo, para participar en Torneo de Clausura, la Copa Chile y la Copa Sudamericana. En 2014 se marcha a la Unión Española hasta 2015, donde pasa a ser jugador de Murciélagos Fútbol Club para jugar en la Liga de Ascenso de México.
En julio de 2021 fichó por el Club Atlético San Telmo.
En enero de 2022 pasó a Comunicaciones en donde se desempeña como mediocampista derecho titular.

## Clubes
| Club                           | País      | Año       |
| ------------------------------ | --------- | --------- |
| River Plate                    | Argentina | 2003-2007 |
| Maccabi Haifa Football Club    | Israel    | 2008      |
| Gimnasia y Esgrima de La Plata | Argentina | 2008      |
| Gimnasia y Esgrima de Jujuy    | Argentina | 2009      |
| Argentinos Juniors             | Argentina | 2009      |
| Fénix                          | Uruguay   | 2010      |
| Instituto de Córdoba           | Argentina | 2010-2011 |
| Independiente Rivadavia        | Argentina | 2011      |
| Cobreloa                       | Chile     | 2012-2014 |
| Unión Española                 | Chile     | 2014-2015 |
| Murciélagos FC                 | México    | 2015-2017 |
| Sportivo Rivadavia             | Argentina | 2017-2020 |
| San Telmo                      | Argentina | 2021      |
| Comunicaciones                 | Argentina | 2022-2023 |

## Palmarés
| Título           | Club        | País      | Año    |
| ---------------- | ----------- | --------- | ------ |
| Primera División | River Plate | Argentina | C-2004 |